# Monte Arrais
Monte Arrais foi um advogado e jornalista brasileiro, tendo exercido o cargo de deputado federal pelo estado do Ceará entre os anos de 1935 e 1937.

## Biografia
Raimundo Monte Arrais nasceu no município brasileiro de Saboeiro no dia 3 de julho de 1882, filho de Nicolau de Albuquerque Arrais, fazendeiro e chefe político local, e de Maria Brasilina Arrais.